# هوسبی
هوسبی (به آلمانی: Hüsby) یک شهر در آلمان است که در اشلسویگ-فلنسبورگ واقع شده‌است. هوسبی  ۷۶۱ نفر جمعیت دارد.